# VIA C7-M

VIA C7M

VIA C7-M是一款x86处理器，由威盛电子設計，它采用 CoolStream 处理器架构，uFCPGA 478封装，IBM 90nm SOI工艺，支持MMX、SSE、SSE2和SSE3等多媒體指令集。主要用於筆記型電腦和UMPC上。開發代號為Esther (C5J)
和之前VIA的处理器不同的是，它拥有64KB L1 Cache,128KB L2 Cache,FSB頻率達800MHz。它的平均功耗是1W，閒置时最低为0.1W。

## VIA C7型號列表
VIA C7-M處理器共有三種不同的型號 - 普通版、超低电壓版及超超低電壓版。
普通版：
- 1.5GHz/400MHz FSB
- 1.6GHz/533MHz FSB
- 1.867GHz/533MHz FSB
- 2GHz/533MHz FSB

電壓由1.004V至1.148V，功耗由12W至20W。閒置时電壓會下降至0.844V，而功耗則只有5W。
超低电壓版：
- 1GHz/400MHz FSB
- 1.2GHz/400MHz FSB
- 1.5GHz/400MHz FSB

由於超低电壓版核心體質佳，電壓只需由0.908V至0.956V，功耗由5W至7W。閒置时電壓會下降至0.796V，而功耗則只有2W。
超超低电壓版：
- C7-M 1GHz - 電壓只需0.796V，而功耗則只有3.5W。

可配合晶片組：
C-7M可配合VN800、VN890、VN900及VX700M晶片組。VN800支援800MHz FSB，同時支援DDR及DDR2記憶體，整合了S3 UniChrome Pro顯核，支援硬體MPEG 2加速，外接顯示卡接口為AGP。
而VN890更進一步支援PCI-E外接顯示卡接口。VN900則加強整合式顯核為Delta Chrome IGP。
VX700及VX700M是一晶片式晶片組，結構上是把VN800北橋加上VT8235M南橋。VX700並沒有整合式繪圖核心。

## Cool Stream 架構
配合IBM的SOI製程，C7-M在2.0GHz的情況下，仍保持低功耗。

## Padlock
一种加密技术，除了前代VIA处理器的乱数产生器和AES加密引擎外，亦新加了SHA1和SHA256散列运算、Montgomery Multiplier和NX。
而且，配合StrongBOX軟件，能在硬碟割出一个加密分割區。

## VIA C7產品
因為C7系列處理器的功耗低、體積迷你，所以有不少電腦廠商推出個人桌上型電腦、精簡型電腦（Thin Client）、筆記型電腦和UMPC
- HP Compaq DX2020
- HP Mini-Note 2133
- HP Thin Center 5100&5500 series
- 倫飛 V-Type
- 大眾 LM7WV
- 大眾／Everex CloudBook（英语：CloudBook）

## 另見
- 威盛電子
- 威盛處理器列表

## 外部連結
- 威盛電子官方網站